# South African Broadcasting Corporation
The South African Broadcasting Corporation (SABC) is een staatsomroep in Zuid-Afrika (de Zuid-Afrikaanse publieke omroep). De Afrikaanse benaming, bijvoorbeeld gebruikt bij de Afrikaanstalige nieuwsuitzendingen, is Die Suid-Afrikaanse Uitsaaikorporasie (SAUK). 
SABC beheert de zenders SABC 1, 2 en 3.
Op alle zenders wordt vooral Engels gebruikt, naast een mix van programma's in de elf officiële talen in Zuid-Afrika. Zo bestaat het avondprogramma van SABC2 uit Afrikaans nieuws en een soap (7de Laan). Op hetzelfde moment zijn er op de andere netten nieuwsuitzendingen in Zoeloe en Venda.